# Pier Paolo Cristofori
Pierpaolo Cristofori (Roma, 4 de janeiro de 1956) é um ex-pentatleta italiano, campeão olímpico. 

## Carreira
Pierpaolo Cristofori representou seu país nos Jogos Olímpicos de 1976, 1980 e 1984, na qual conquistou a medalha de ouro, no pentatlo moderno, em 1984 por equipes. 